# Vernon Motor Car Company
Vernon Motor Car Company war ein US-amerikanischer Hersteller von Automobilen.

## Unternehmensgeschichte
Vernon C. Fry übernahm die Reste der 1910 aufgelösten Detroit-Dearborn Motor Car Company. 1911 gründete er das neue Unternehmen in Detroit in Michigan. Im gleichen Jahr begann die Produktion von Automobilen. Der Markenname lautete Vernon. Im März 1911 wurde alles an die Huron Motor Company verkauft.
Die Vernon Automobile Corporation verwendete ein paar Jahre später den gleichen Markennamen.

## Fahrzeuge
Im Angebot stand nur der 30. Er basierte auf dem Modell von Detroit-Dearborn. Das Fahrgestell hatte ebenfalls 284 cm Radstand. Der Vierzylindermotor leistete 30 PS. Das Karosserieangebot umfasste Tourenwagen, Demi-Tonneau, Roadster, Torpedo und Coupé. Der Neupreis betrug 1250 US-Dollar und lag damit 400 Dollar unter dem Preis des Detroit-Dearborn.